# Vuelo 5966 de Corporate Airlines
El vuelo 5966 de Corporate Airlines era un vuelo en ruta desde Aeropuerto Internacional Lambert en San Luis, Misuri, Estados Unidos al Aeropuerto Regional de Kirksville en áreas no incorporadas del condado de Adair, Misuri, cerca de la ciudad de Kirksville. Corporate Airlines (ahora RegionsAir) voló la ruta como parte de la red de AmericanConnection, una filial de American Airlines. El 19 de octubre de 2004, un Jetstream 32 bimotor turbohélice voló la ruta y se estrelló en la aproximación al aeropuerto de Kirksville, matando a 13 personas e hiriendo gravemente a 2.

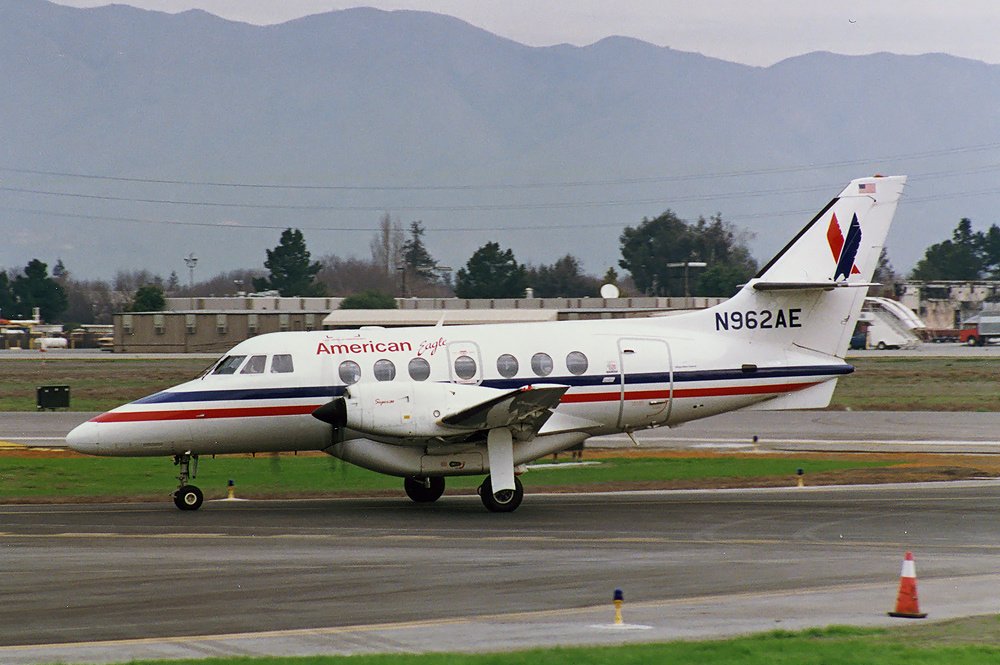
Modelo similar al accidentado (de distinta compañía).

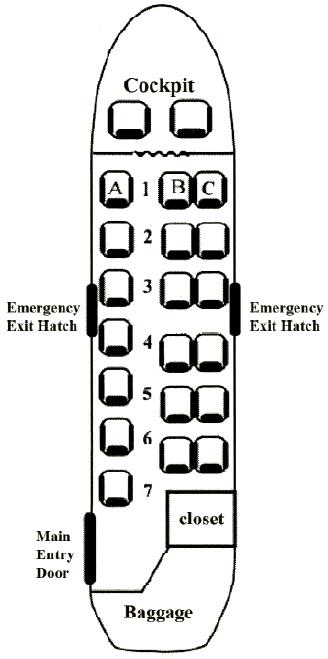
Mapa de asientos del Vuelo 5699 de Corporate Airlines producido por la NTSB.

La NTSB determinó que la causa probable del accidente fue el fallo de los pilotos al no seguir los procedimientos establecidos y debidamente a cabo una aproximación por instrumentos de no precisión por la noche en condiciones meteorológicas instrumentales, incluyendo su descenso por debajo de la altitud mínima de descenso antes de señales visuales requeridas estaban disponibles (que continuó moderadamente hasta que el avión golpeó los árboles) y su falta de adhesión a la división establecida de tareas entre el vuelo y no a los mandos (monitoreo) del piloto. El análisis de la NTSB de la grabadora de voz de cabina sugiere que ambos pilotos estaban buscando fuera de la cabina de señales visuales para la ubicación del aeropuerto y no se dieron cuenta lo bajo que había descendido por debajo de la senda de planeo.
Contribuyendo al accidente fueron el fracaso de los pilotos para hacer llamadas estándar y el vigente Reglamento de Aviación Federal que permiten a los pilotos a descender por debajo de la altitud mínima de descenso en una región en la que no se asegura espacio libre de obstáculos de seguridad basada en ver solo las luces de aproximación al aeropuerto. El fracaso de los pilotos para establecer y mantener un comportamiento profesional durante el vuelo y su fatiga probablemente contribuyó a su rendimiento sea menor.
De acuerdo al periódico The Kansas City Star, algunos de los 13 pasajeros eran médicos de otros estados que habían sido previsto asistir a un seminario en la Universidad AT Still. Estos incluyeron Steven Z. Miller, Director de Medicina Pediátrica de Emergencia en el Hospital presbiteriano de Nueva York, una figura prominente en el "humanismo en la medicina", el movimiento, y Bridget Welch-Wagner un decano de NEOUCOM y una madre.
Dos de los pasajeros, Paul Talley (44), un fotógrafo que se especializa en la fotografía de las universidades, y su ayudante Matt Johnson (25) estaban en camino a la Universidad Estatal Truman para un trabajo. Ninguno sobrevivió.
John Krogh, de 68 años de edad, y su ayudante, de 44 años Wendy Bonham fueron los sobrevivientes del accidente.

## Filmografía
Este accidente fue presentado en el canal de televisión National Geographic de la serie canadiense Mayday: Catástrofes Aéreas en el episodio "Intercambio Mortal". Y luego el accidente fue presentado en la subserie Mayday: Informe Especial, titulado «Entrenamiento ignorado».